# Monaco ai Giochi della XXXI Olimpiade
Monaco ha partecipato ai Giochi della XXXI Olimpiade, che si sono svolti a Rio de Janeiro, in Brasile, dal 5 al 21 agosto 2016. Gli atleti della delegazione sono stati 3, tutti uomini, divisi nelle diverse discipline come segue.

## Delegazione
| Sport            | Uomini | Donne | Totale |
| ---------------- | ------ | ----- | ------ |
| Atletica leggera | 1      | 0     | 1      |
| Ginnastica       | 1      | 0     | 1      |
| Judo             | 1      | 0     | 1      |
| Totale           | 3      | 0     | 3      |

## Atletica leggera
| Q | Qualificato al turno successivo per la posizione in qualificazione                                                           |
| q | Qualificato per il turno successivo per ripescaggio o, negli eventi su campo, conquistando la misura minima per qualificarsi |

### Maschile
Eventi su pista e strada
| Atleta     | Evento      | Batteria  | Batteria  | Semifinale      | Semifinale      | Finale          | Finale          |
| Atleta     | Evento      | Risultato | Posizione | Risultato       | Posizione       | Risultato       | Posizione       |
| ---------- | ----------- | --------- | --------- | --------------- | --------------- | --------------- | --------------- |
| Brice Etès | 800 m piani | 1'50"40   | 8º        | non qualificato | non qualificato | non qualificato | non qualificato |

## Ginnastica

### Ginnastica artistica
Maschile
| Atleta         | Evento               | Qualificazione | Qualificazione | Qualificazione | Qualificazione | Qualificazione | Qualificazione | Qualificazione | Qualificazione | Finale          | Finale          | Finale          | Finale          | Finale          | Finale          | Finale          | Finale          |
| Atleta         | Evento               | Attrezzo       | Attrezzo       | Attrezzo       | Attrezzo       | Attrezzo       | Attrezzo       | Totale         | Posizione      | Attrezzo        | Attrezzo        | Attrezzo        | Attrezzo        | Attrezzo        | Attrezzo        | Totale          | Posizione       |
| Atleta         | Evento               | CL             | C              | A              | V              | P              | S              | Totale         | Posizione      | CL              | C               | A               | V               | P               | S               | Totale          | Posizione       |
| -------------- | -------------------- | -------------- | -------------- | -------------- | -------------- | -------------- | -------------- | -------------- | -------------- | --------------- | --------------- | --------------- | --------------- | --------------- | --------------- | --------------- | --------------- |
| Kevin Crovetto | Concorso individuale | 12.858         | 11.800         | 12.866         | 13.166         | 12.700         | 12.666         | 76.056         | 49º            | non qualificato | non qualificato | non qualificato | non qualificato | non qualificato | non qualificato | non qualificato | non qualificato |

## Judo
Maschile
| Atleta        | Evento | Preliminari          | 16-esimi                   | Ottavi               | Quarti               | Semifinali           | Ripescaggio          | Med. bronzo          | Finale               | Posizione       |
| Atleta        | Evento | Avversario Risultato | Avversario Risultato       | Avversario Risultato | Avversario Risultato | Avversario Risultato | Avversario Risultato | Avversario Risultato | Avversario Risultato | Posizione       |
| ------------- | ------ | -------------------- | -------------------------- | -------------------- | -------------------- | -------------------- | -------------------- | -------------------- | -------------------- | --------------- |
| Yann Siccardi | −60 kg | Bye                  | Takato (JPN) P (0000–0101) | non qualificato      | non qualificato      | non qualificato      | non qualificato      | non qualificato      | non qualificato      | non qualificato |